# 气旋迪娜
强烈热带气旋迪娜（英語：Intense Tropical Cyclone Dina）是2002年1月中到下旬出现在西南印度洋的一个热带气旋，在留尼汪部分地区引发了创纪录的洪涝灾害。系统源于2002年1月15日查戈斯群岛附近海域的一股热带扰动，由于所在区域有利于热带气旋形成，该扰动迅速发展，到1月17日时，系统已在向西南方向移动的过程中发展出足够对流，成为热带低气压。此后不久，系统进入爆发性增强期，其风速于1月18日达到每小时120公里。1月20日，迪娜达到风力时速215公里的最高强度，成为强烈热带气旋。几小时后，风暴从罗德里格斯岛以北约150公里洋面经过。1月21日，风暴以强烈热带气旋强度冲击毛里求斯和留尼汪，然后转向南下并逐渐减弱，最终于1月25日转变成温带气旋。系统残留加速向东南方向前进，气象部门一直追踪至1月28日，之后这些残留由极地低压槽吸收。
毛里求斯和留尼汪狂风肆虐、普降暴雨，遭受到大范围的“灾难性”破坏。毛里求斯全岛都在风暴期间停电，大量建筑物出现结构性损伤。该国农业和财物损失分别达到4700万美元和5000万美元。迪娜造成毛里求斯9人遇难，其中罗德里格斯岛近海5人，毛里求斯主岛4人。留尼汪受到更大规模的破坏，局部地区3天的累计降雨量高达2102毫米。洪水摧毁了许多民房，还冲毁了多条道路，并造成灾难性的农业损失。时速高达280公里的破坏性狂风也中断了通讯。留尼汪共有6人死亡，经济损失估计达1.9亿美元。

## 气象历史
1月15日，位于南印度洋辐合带内（与季风槽相连的扩展对流区）、查戈斯群岛附近海域的一股热带扰动开始组织起来。雷暴逐渐组织，并关联有微弱的环流，所处洋面的风切变为中等强度。1月16日，迪戈加西亚岛以东约750公里海域发展出显著的低气压。由于受到风切变的持续影响，雷暴主要位于系统西部边缘，系统在这种情况下通常无法得到显著发展。系统沿高压脊的北侧向西南方向移动，虽然仍然受风切变影响，但还是在1月16日晚发展成热带扰动。接下来系统迅速组织，雨带也伴随着对流的增长逐渐发展出来。
协调世界时1月17日凌晨0点，法国气象局将热带扰动升级成热带低气压，并在6小时后进一步将系统升级成热带风暴迪娜。此后不久，联合台风警报中心发布热带气旋形成警报，并于当天开始针对迪戈加西亚岛以南约425公里洋面的气旋发布公告。风暴迅速增强，发展期间经德沃夏克分析法得出的数值每6小时就提高了0.5。1月17日晚，迪娜开始发展出风眼，法国气象局于1月18日中午12点将之升级成热带气旋，其强度与萨菲尔-辛普森飓风等级下的一级飓风相当。这时距系统首次归类为热带扰动还只过了36小时，与之相比，西南印度洋的大部分热带气旋都要花5天时间才能有如此幅度的增强。此外，联合台风警报中心也于3小时前将迪娜升级成热带气旋。
迪娜的风眼很小，直径仅20公里，很快就变得层次分明，只是从卫星图像看还是因受中心密集云区阻挡而显模糊。1月19日，由于南面的高压脊增强，气旋转向西南偏西，行进速度也有放缓。风暴的增强速度减慢，但很快就于1月19日晚迅速强化，到次日清晨就已达到强烈热带气旋标准。风眼周围由深层对流组成的风眼墙环绕，迪娜于1月20日达到最高强度。根据卫星数据估算，气旋的最大持续风速约在每小时235至259公里间，联合台风警报中心估计风暴在罗德里格斯岛东北偏北方向约205公里洋面达到1分钟持续风速每小时240公里的最高强度。法国气象局也在几乎同一时间估计迪娜达到了10分钟持续风速每小时215公里的最高强度。达到最高强度时，气旋的结构非常对称，产生的阵风时速估计高达300公里。
迪娜的前进速度在1月20日接近最高强度期间进一步放缓，并略朝西面转向。风暴之前的路线会直接经过罗德里格斯岛，但经过这次转向，气旋最终在该岛以北约150公里海域掠过。接下来，迪娜进入眼墙置换周期，风眼墙外形成更大的风眼墙，并且原本的风眼墙逐渐消亡。这一过程使气旋略有减弱，但在逼近毛里求斯和留尼汪的过程中仍然保持着大部分强度。1月21日晚，风暴从毛里求斯马勒勒角以北约65公里洋面经过，当地的10分钟持续风速估计为每小时185公里，不过系统产生的最强风速始终位于海上。在此期间，迪娜的风眼变得不对称，直径扩大到85公里。
次日晚上，气旋又从留尼汪北海岸以北约65公里海域掠过，根据之前的预测，风暴会直接在岛上经过，但由于迪娜在距该岛还有不远距离时突然加速向西移动，因此留尼汪免于受到系统的最强风力袭击。这一转向发生时，气旋正与留尼汪的高原地形发生相互作用。同时，多普勒气象雷达显示风暴中心的最高反射率值为40至60公里。1月23日，由于高压脊进一步向东南方向移动，纳娜加速向西南方向前进，并在此过程中减弱到低于强烈热带气旋标准。由于逐渐逼近的低压槽导致风切变增加，风暴逐渐减弱，到1月23日晚，其风眼已经消失。次日，环绕中心的对流基本消亡，迪娜也降级成热带风暴。1月24日晚，联合台风警报中心停止针对系统发布公告，约24小时后，法国气象局将迪娜归类为温带气旋。系统加速向东南方向前进，于1月28日被一片极地低压槽吸收。

## 防灾措施、影响和善后

### 毛里求斯

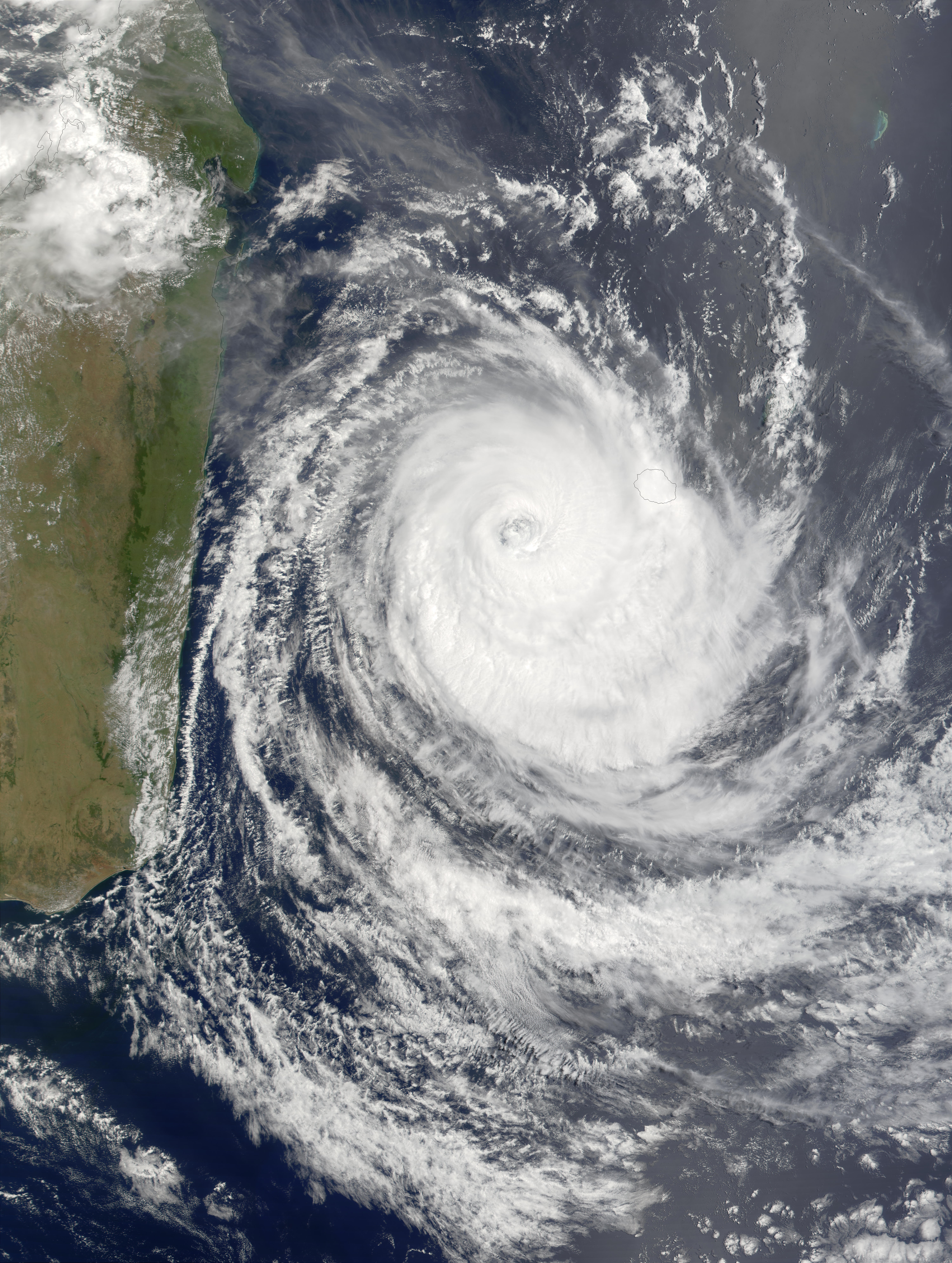
1月23日，气旋迪娜逼近留尼汪

距气旋迪娜吹袭毛里求斯还有不到一天时，该国官员关闭了许多学校、政府办事处、企业和港口。全国进入紧急状态，要求面临最大风险的居民寻求庇护。进出该国的所有航班均予取消“等待进一步通知”。全岛共有259人前往避难所求助。据美国国家航空航天局估算，风暴逼近该国时可能产生高达12.2米的风暴潮。
罗德里格斯岛是第一个受到风暴影响的岛屿，当地阵风时速有122公里。岛上降雨量不高，最高的罗切邦迪耶（Roche Bon Dieu）约有94毫米，该岛近海有5名渔夫因气旋丧生。毛里求斯多地测得飓风强度风力，该国主岛的阵风时速以莫纳山最高，达230公里。首都路易港附近的一处气象站记录下每小时206公里的阵风风速。迪娜经过期间，毛里求斯普降暴雨，皮耶尔雷丰德（Pierrefonds）达到全国最高的745.2毫米，其中大部分都是在约24小时内降下，超过当地一整个月的平均降雨量。瓦科阿-菲尼克斯测得935.9毫巴（百帕，27.64英寸汞柱）的气压。洪灾和泥石流对公共供水系统造成极大扰乱，大部分居民失去自来水供应。
罗德里格斯岛和毛里求斯的电力供应和通讯因风暴陷入瘫痪，其中罗德里格斯岛的供电完全中断，毛里求斯的停电率也有90%。在约10个小时的时间里，该国与外界的通讯完全中断。全国共28万电信线路中有约5万受到持续性的严重破坏，导致长时间停电。维修人员估计，供电要到风暴过去近1星期后的1月27日才能完全恢复。毛里求斯还有大范围地区断水。该国多所学校受到严重破坏，为安全起见，所有班级停课至1月29日。风暴也造成了相当可观的农业损失，约有15公吨面粉和20公吨大米毁于一旦，初步估算岛上的甘蔗损失达4700万美元。毛里求斯共因迪娜遭受了5000万美元的财产损失，还有4人丧生，其中3人是因交通事故遇难，另一人则是在风暴前的准备工作期间死亡。
风暴过去后，政府官员派出流动特别工作组协助救灾工作。毛里求斯设立红十字会配送中心，到1月25日时已为超过500人提供食品和衣物。虽然受灾程度严重，但该国政府拒绝向国际社会求助。不过，挪威政府还是向毛里求斯提供了价值1万美元的的资助。由于气旋迪娜及其他多种气象因素的共同影响，2002年的毛里求斯总体经济遭受重创。年度经济增长率从2001年的约5%下跌了约1.9个百分点。其中甘蔗产业的损失最为惨重，减产达19.3%。

### 留尼汪

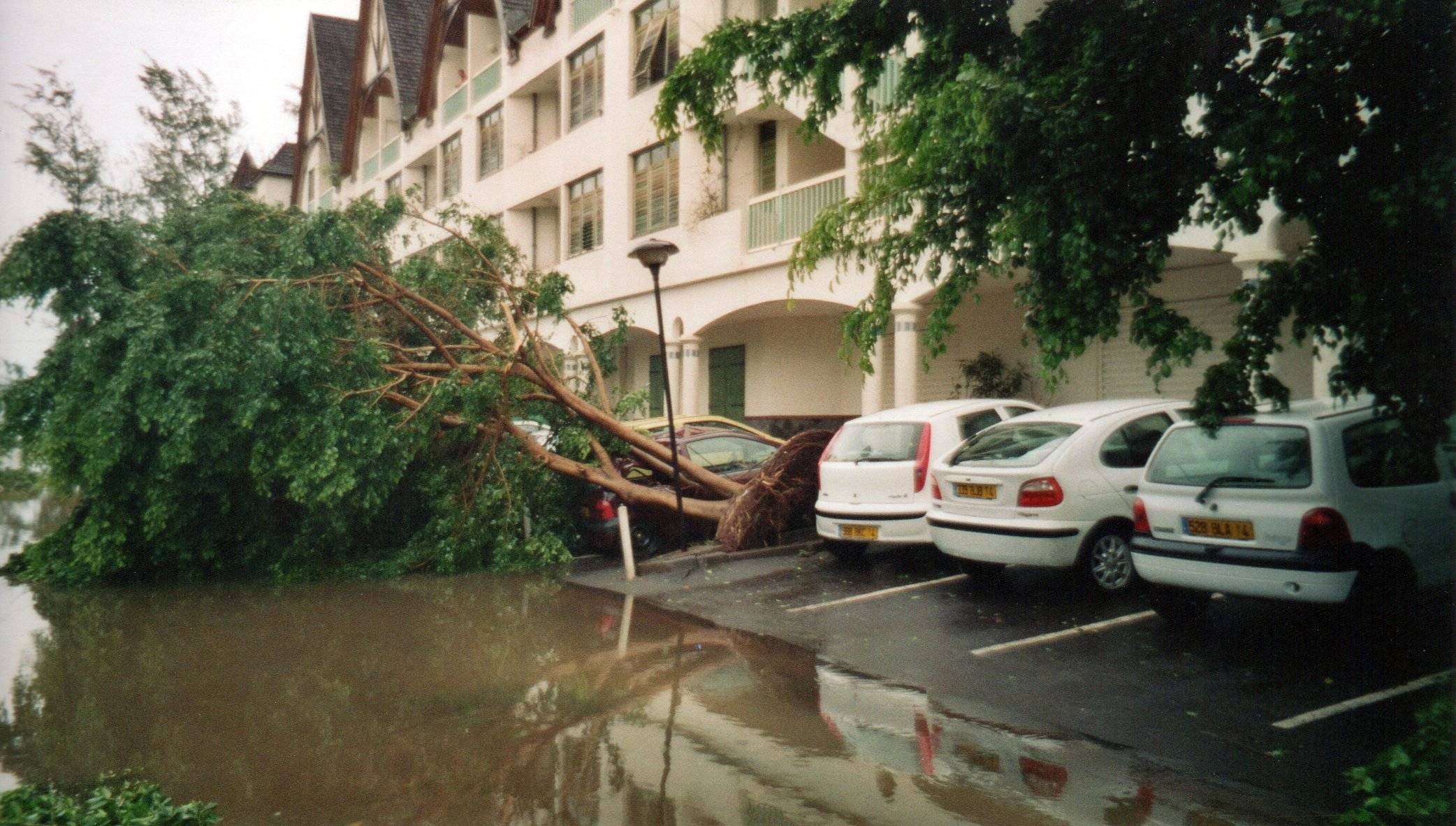
风暴过后留尼汪圣鲁的一角

由于迪娜行经海域距留尼汪很近，该岛大部分地区的风力都达到飓风强度。岛上记录下的最强阵风位于麦多火山，达每小时280公里，但从法国气象局的多普勒气象雷达所受破坏来看，阵风时速已超过300公里。拉普兰－德卡夫尔平原在至少15个小时的时间里所测阵风时速都超过150公里。狂风造成大面积破坏，引起通讯瘫痪、基础设施受到毁灭性打击，超过16万户家庭失去供电，占全岛人口的近70%，部分区域停电时间长达9天。此外，岛上有25%的地区自来水供应中断。当地无线电和电视节目也因发报机受损中断了数天。圣但尼有两人被倒塌的墙壁砸成重伤。不过，强风对留尼汪造成的破坏主要局限于窗户和水槽破损，以及金属板材和壁板被刮飞等。受灾最严重的主要是海拔较高的开阔地带，或是出现管道风的区域。
迪娜产生的暴雨引起山洪爆发和多起山体滑坡，对交通造成进一步的不良影响，迫使至少2500人前往公共避难所寻求庇护。部分地区的24小时降雨量超过400毫米，其中贝莱孔布休闲旅馆测得的24小时降雨量高达953毫米，并且两天的降雨量更达1360毫米。希科平原的降雨量达到全岛最高的2102毫米。由于之前的降水已经令地面含水量饱和，迪娜产生的瓢泼大雨导致岛上许多河流泛滥。卡布里斯河水位创下新纪录，另外还有三条河流到达史上第二高水位，仅次于1989年气旋弗林加引起的洪灾。留尼汪岛通常较为干旱的西部发生连场暴雨，引发严重洪灾。洪水造成水质大幅下降，流量急剧上升，对许多生态系统构成不利影响。不过，当地于2002年7月展开的风暴后调研结果表明，洪水对这些生态系统的影响并不是灾难性的，最终都会逐渐恢复。严重的地表径流使得研究人员担心珊瑚礁会因水华受损。许多道路因洪水受损或是被其冲毁，造成约3760万美元的损失。圣约瑟夫省（Saint-Joseph department）的林格文村（Lengevin）有35户家庭被迫撤离。洪水还进一步引发多起山体滑坡，使得交通进一步受阻，数以百计的居民被困。留尼汪各地农业遭受灾难性打击，估计损失高达6670万美元。
风暴摧毁了岛上所有的水果和蔬菜，香草和天竺葵受损严重。此外，岛上有15到20个百分点的甘蔗作物被毁。园艺遭受的损失约为50%，但这其中大部分是因工时损失引起。家禽养殖场的损失在7成左右，主要是动物丢失或死亡，还有建筑物被毁。海岸沿线高达12.47米的狂浪也造成中等程度破坏。除此以外，留尼汪岛还受到约6至9米的风暴潮冲击。部分建筑物被淹，多条道路被洪水冲毁，还有部分道路被瓦砾覆盖。
风暴过去后，留尼汪共出现约1万5000起损失索赔，有3251套民宅受损，约850套被毁。当地因这场风暴遭受了共计8340万美元的财物损失。加上其它各项损失，留尼汪的损失总额达1亿9000万美元。虽然岛上没有人直接因迪娜丧生，但有6人间接因风暴引起的各种事故遇难。
由于气旋迪娜引起的灾难性破坏，法国总理利昂内尔·若斯潘于1月23日下令200人组成的救灾队赶赴灾区，他还对留尼汪居民表示“个人的深切同情”。次日，天主教救济会立即拨款1.4万美元。估计岛上一共清理了5万吨瓦砾，其中大部分位于西北省，处理费用约为400万美元。国家灾难项目起初响应缓慢，首批救灾资金直到2月5日才到位，并且一个月后才支付出第一笔款项。风暴过去5个月后，法国政府向留尼汪农民提供了约1200万美元援助，比实际需要高了约20%。从风速和降雨量的气象统计数据看，气旋迪娜在留尼汪属30至50年一遇的气象灾害。